# Tritymba
Tritymba is een geslacht van vlinders van de familie koolmotten (Plutellidae).

## Soorten
- T. dasybathra Lower
- T. xanthocoma Lower, 1894